# 1996 BM
1996 BM är en asteroid i huvudbältet som upptäcktes den 16 januari 1996 av den japanska astronomen Takao Kobayashi vid Ōizumi-observatoriet.
Asteroiden har en diameter på ungefär 7 kilometer.